# Georg Achen

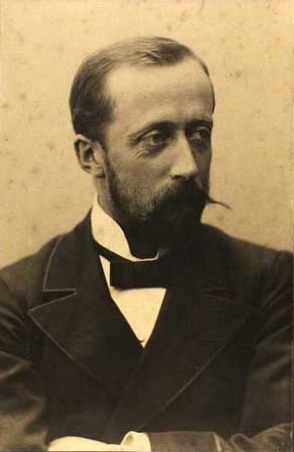
Georg Achen, foto Mary Steen

Georg Nicolai Achen (Frederikssund, 23 juli 1860 - Frederiksberg, 6 januari 1912) was een Deens kunstschilder. Hij maakte vooral naam als portrettist en interieurschilder. De architect Eggert Achen (1853-1913) was zijn broer.

## Leven en werk
Achen bracht zijn kinderjaren door als apothekerszoon in Frederikssund. Toen hij elf jaar was verhuisde het gezin naar Kopenhagen. Als jongeling ging hij in de leer bij de romantische kunstschilder Vilhelm Kyhn (1819-1903). Tussen 1877 en 1883 bezocht hij de Koninklijke Deense Kunstacademie. In dezelfde jaren was hij ook in dienst bij het kunstzinnige huisschildersbedrijf van Ernst Schmiegelow (1826-1888). Later studeerde hij nog aan de Kunstnernes Frie Studieskoler onder P.S. Krøyer. Aan zijn artistieke ontwikkeling droegen ook reizen bij naar Letland, Sint-Petersburg, Parijs (1886) en Italië (1888). 
Achen begon in de jaren 1880 als landschapsschilder, maar groeide vanaf de jaren 1890 uit tot een van Denemarkens populairste portrettisten en interieurschilders. Vaak nam hij familieleden als model. Onder invloed van Vilhelm Hammershøi schilderde hij in een estheticistische stijl, melancholisch en atmosferisch, in een beperkt palet met sobere, gedempte kleuren, meestal alledaagse taferelen, vaak vrouwen in een interieur. Tot zijn meesterwerken behoort Drømmeviduet (Het droomvenster) uit 1903, een olieverfschilderij van een dienstmeisje dat uit het raam kijkt in kasteel Liselund op Møn.
In 1890 kreeg Achen de prestigieuze Thorvaldsen Medaille van de Koninklijke Deense Kunstacademie voor Min Moders Portræt (Portret van mijn moeder). In 1897 sloot hij zich aan bij de kunstenaarsacademie Den Frie Udstilling van onder anderen Johan Rohde, J.F. Willumsen, Vilhelm Hammershøi en Harald Slott-Møller, die zich afzette tegen de gevestigde orde van de koninklijke academie. Omdat Achen conflicten vreesde met conservatieve burgers die zich door hem wilden laten portretteren, ging hij vanaf 1902 weer exposeren bij de Koninklijke Deense Kunstacademie op Charlottenborg. 
Hij overleed in 1912, 51 jaar oud. Hij werd begraven op Bispebjerg kirkegård. Zijn werk bevindt zich in de collecties van onder andere het Statens Museum for Kunst, het ARoS Aarhus Kunstmuseum, de Hirschsprungske Samling en het Randers Kunstmuseum.

## Galerij

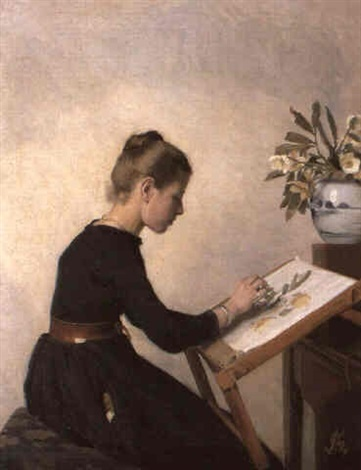
Jonge vrouw aan haar ezel
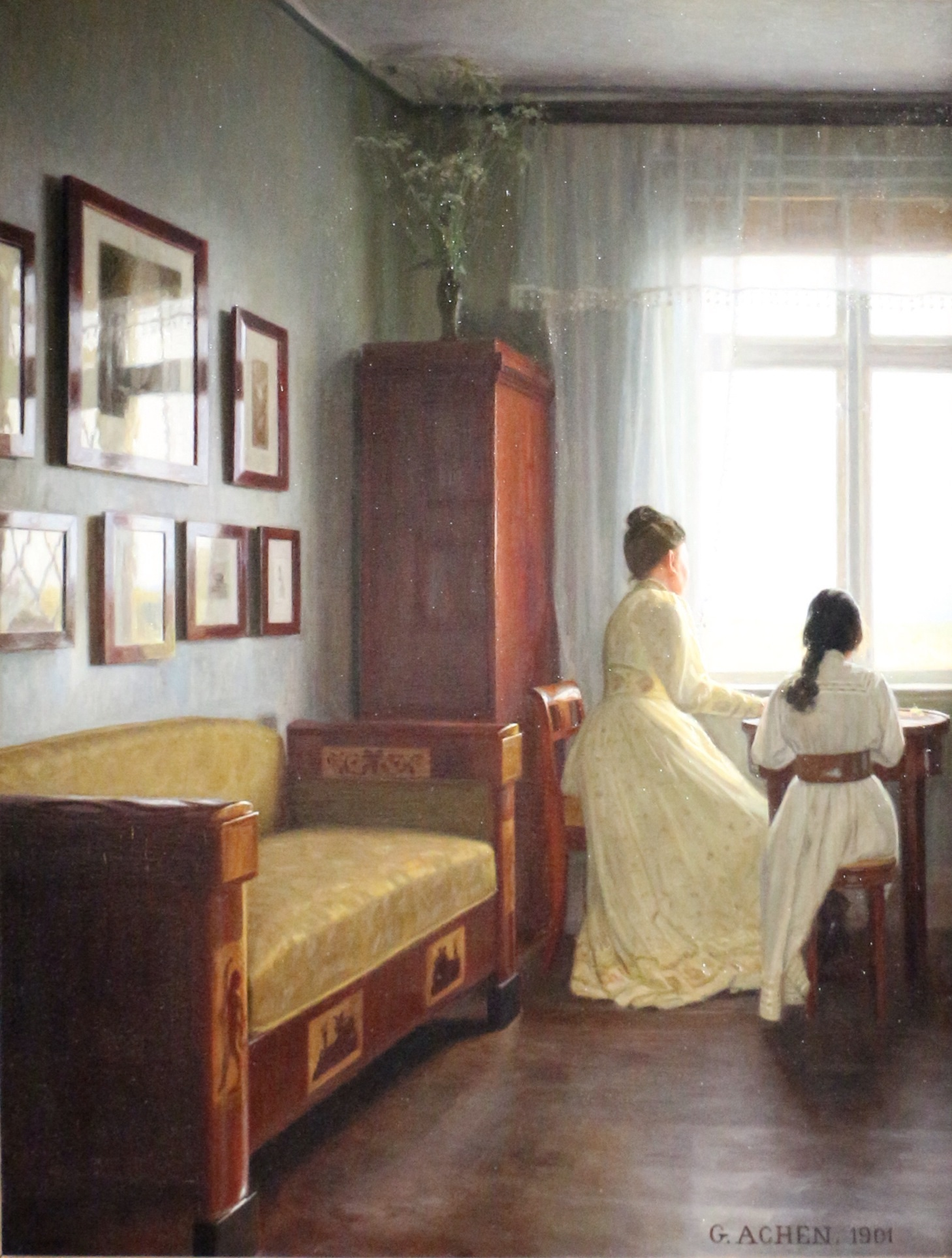
Interieur
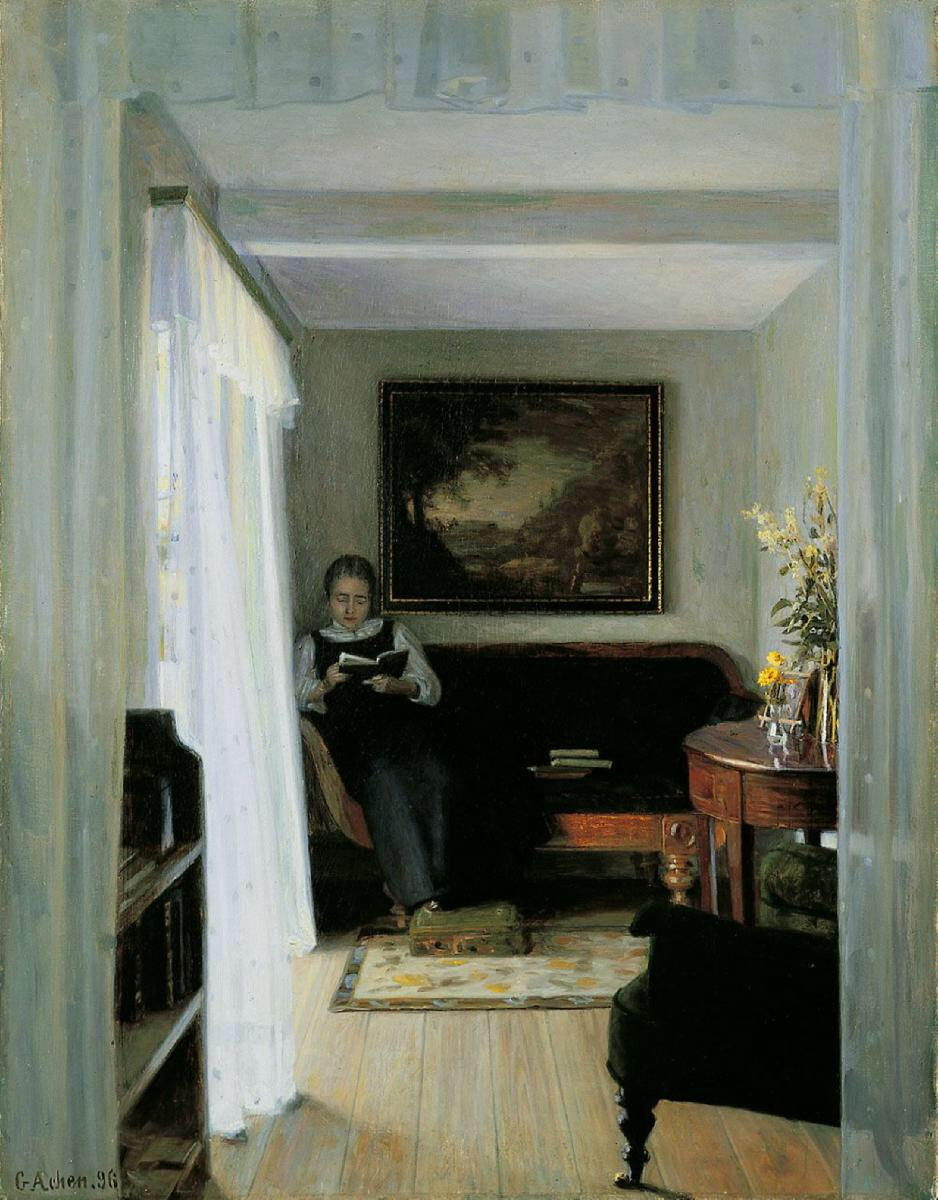
Interieur met lezende vrouw
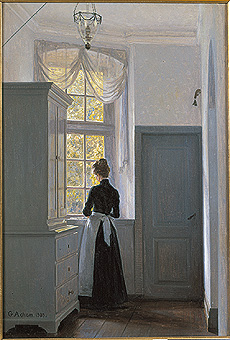
Het droomraam, Liselund Slot